# Pro Co RAT
Il Pro Co RAT è un celebre effetto per chitarra elettrica, appartenente alla famiglia dei distorsori e prodotto da Pro Co Sound.
La prima versione, chiamata Bud Box, fu messa in commercio nel 1978. La Pro Co Sound produce tutt'oggi il Pro Co Rat in numerose versioni. Il pedale ha cambiato aspetto più volte negli anni ma il suo suono è rimasto sostanzialmente lo stesso. Il design generale è molto simile al pedale di distorsione Boss DS-1. Una delle principali differenze è l'op-amp utilizzato (LM308). Conosciuto per la sua scarsa velocità di risposta, rappresenta in gran parte la differenza sonora tra i due pedali.
Il Pro Co RAT ebbe una grande diffusione fra i musicisti professionisti soprattutto negli anni ottanta. Fra i più celebri endorser si possono citare Jeff Beck, Joe Walsh, David Gilmour, John Scofield, Andy Summers, Thurston Moore, Graham Coxon e Nuno Bettencourt.

## Storia
Le origini della Pro Co "The RAT" possono essere fatte risalire alla metà degli anni '70, quando gli ingegneri della Pro Co Scott Burnham e Steve Kiraly riparavano i pedali di distorsione esistenti, come il Dallas Arbiter Fuzz Face. Burnham decise di poter costruire un prodotto superiore da zero e progettò il pedale "The RAT".
Nel 1978, "The RAT" veniva costruito come un prodotto su ordinazione: ne sono stati prodotti solo dodici di questi pedali (incluso un prototipo), comunemente chiamati "Bud Box" RAT. Ogni pedale è stato costruito in una scatola di progetto standard, dipinto a mano e forato a mano. Nel 1979, Pro Co iniziò a produrli in serie. Venivano ora costruiti in un involucro di lamiera rettangolare progettato su misura, con una sezione posteriore rimovibile a forma di L che dava accesso agli interni. Il pannello superiore era etichettato con Pro Co Sound "The RAT" e le tre manopole di controllo Distorsione, Tono e Volume.
Nel 1983, Pro Co è passata a un contenitore più piccolo a forma di U. Infine, nel 1988, è stato introdotto il RAT2, che includeva un LED on/off. Negli ultimi anni sono emersi vari layout di circuiti stampati e configurazioni di cablaggio RAT2, comprese le note "RAT3 versione A e B", tutte sotto il nome di RAT2. Il modello RAT2 è ancora disponibile oggi, ma nel 2008 la produzione si è spostata in Cina ed è ora prodotto da Neutrik per Pro Co Sound.

## Il circuito
Il Pro Co "The RAT" è un pedale di distorsione con un circuito abbastanza semplice, che può essere suddiviso in quattro blocchi più semplici: stadio di distorsione, controllo del tono, stadio di uscita e alimentazione.
Il design si basa su un singolo op-amp, originariamente il Motorola LM308 (passato a Texas Instruments OP07DP intorno al 2002-2003).
La distorsione viene prodotta utilizzando un circuito a guadagno variabile con diodi che mettono in cortocircuito l'uscita a massa a un certo livello di tensione per produrre un hard clipping della forma d'onda di ingresso. In origine, sono stati utilizzati diodi 1N914, che sono stati successivamente sostituiti con 1N4148 da RAT2. Il pedale Turbo RAT utilizza LED rossi per questo scopo (i LED rossi hanno una tensione diretta circa il doppio rispetto ai diodi al silicio originali), mentre il pedale You Dirty RAT utilizza diodi al germanio 1N34A (clipping a una tensione diretta inferiore).
La fase di distorsione è seguita da un filtro passivo di tono "inverso" e da un controllo del volume.

## Lista di modelli
I primi modelli avevano un circuito integrato LM308 mentre nei modelli attuali viene utilizzato un circuito integrato Texas Instruments OP07DP (ci sono comunque altri OPAMP che vengono utilizzati per modificare il suono del Rat, tra i quali l'NE5535A). Fra i modelli più noti della serie si possono citare:
- Juggernaut (1979)
- R2DU (1984),  modello rack con due rat all'interno
- The Rat, con box grande
- Small Box Rat, come The Rat, ma in un box di dimensioni ridotte
- Rat 2, come lo small box ma con l'aggiunta di un led di stato e piccole differenze nei circuiti
- Turbo Rat (1989), come il Rat 2 ma con differenti diodi
- Vintage Rat (1991), riproduzione dei primi Rat con box grande
- B-Rat (1997), versione economica
- Deucetone Rat (2002), versione a pedale dell'R2DU
- Juggernaut Bass Rat (2003), versione per basso del Juggernaut
- You Dirty Rat (2004), con diodi al germanio.